# Ундаре
Ундаре (узб. Undare / Ундаре) — посёлок городского типа, расположенный на территории Шафирканского района Бухарской области Республики Узбекистан.

Статус посёлка городского типа с 2009 года.